# Enrico Piaggio
Enrico Piaggio (Genova, 22 febbraio 1905 – Montopoli in Val d'Arno, 16 ottobre 1965) è stato un imprenditore italiano.

## Biografia
Figlio secondogenito di Rinaldo Piaggio, Enrico nasce il 22 febbraio 1905 a Pegli, successivamente annessa al comune di Genova, in Viale Villa Gavotti, 7. Laureatosi in Economia e Commercio a Genova nel 1927, fa il suo ingresso nell’azienda di famiglia Piaggio, che erediterà alla morte del padre nel 1938, insieme al fratello maggiore Armando (Pegli, 1901 - 1978).
La Piaggio & C. alla fine degli anni venti possedeva quattro stabilimenti, due in Liguria, a Sestri Ponente (GE) e Finale Ligure, dedicati alla produzione di arredi navali e materiale rotabile, e due in Toscana, a Pisa e Pontedera, in cui sono concentrate le produzioni legate all'industria aeronautica. Iniziato durante la grande guerra con l'attività di riparazione di velivoli e costruzione di parti di aereo (eliche, ali e carlinghe), lo sviluppo della Piaggio nel settore aeronautico aveva conosciuto un primo importante salto di qualità con l'avvio della produzione, nel 1922, del modello P1, il primo aereo bimotore progettato interamente all'interno dell’impresa, e del modello P2, il primo monoplano militare, nel 1924.
Mentre il fratello maggiore Armando assume la responsabilità degli stabilimenti liguri, il giovane Piaggio viene destinato alla direzione della sezione aeronautica dell'azienda.
La sua gestione si pone inizialmente in perfetta continuità con le scelte imprenditoriali del padre, caratterizzate dalla costante attenzione alla ricerca e sviluppo e dall'obiettivo di fare della Piaggio di Pontedera un centro di eccellenza nella progettazione, riunendo i migliori ingegneri aeronautici italiani, quali Giovanni Pegna e Giuseppe Gabrielli. Nel 1931, nonostante la fase molto critica per l’impresa - a causa della crisi internazionale le commesse crollano e il bilancio fa registrare quasi 3 milioni di lire di perdite – Piaggio assume il noto progettista e inventore Corradino D'Ascanio; questo consente all'impresa di sviluppare in maniera innovativa la produzione delle eliche, soprattutto quella a passo variabile brevettata dall'ingegnere abruzzese, e di avviare progetti di frontiera relativi alla realizzazione di prototipi di elicottero, ignorati però, in quel momento, dal ministero dell’Aeronautica.
La domanda di aerei, soprattutto militari, cresce invece in seguito alla politica di espansione coloniale del regime fascista e per lo stabilimento di Pontedera questo significa un aumento delle commesse e la crescita dell’occupazione: da 200 dipendenti nel 1930 si passa ai 2 000 circa del 1936. Nel 1937 viene assunto un altro brillante progettista, l’ingegnere Giovanni Casiraghi, a cui si deve il modello P.108, il primo quadrimotore Piaggio, considerato una delle pietre miliari della storia aziendale, nonostante venga prodotto in un numero limitato di esemplari.
Enrico, già da tempo responsabile dello sviluppo della branca aeronautica dell'azienda, alla morte del padre, nel 1938, assume la carica di amministratore delegato insieme al fratello Armando: la divisione dei ruoli riconferma gli equilibri già delineati nel periodo precedente, con l'impresa centrata sui settori ferroviario e navale, affidati al primogenito, mentre il secondo continua a occuparsi dello stabilimento di Pontedera. L'industria aeronautica rimane un settore promettente ma ancora penalizzato da una domanda interna limitata: nonostante i risultati di alto livello tecnologico, sia nella produzione motoristica sia in quella di velivoli – tra il 1937 ed il 1939 i motori Piaggio conseguono 21 primati, tra i quali il primato in altezza (17 083 metri) - la notevole attività di progettazione e di costruzione di modelli ha un esito industriale modesto; si calcolano ben 33 nuovi progetti tra il 1937 e il 1943, ma solo tre sfociano in prodotti commerciali. Le cose non cambiano durante la seconda guerra mondiale quando, oltre a ricevere poche ordinazioni statali, l'impresa subisce numerose devastazioni e sottrazioni di materiale.
Il 25 settembre 1943 Enrico Piaggio fu ferito gravemente nella hall dell'Hotel Excelsior di Firenze da un ufficiale della neocostituita Repubblica Sociale Italiana, perché non si era alzato durante il discorso alla radio del generale Rodolfo Graziani contro gli alleati. Trasportato in fin di vita all'ospedale, viene salvato grazie all'asportazione di un rene.
Nel dopoguerra, mentre il fratello riprende faticosamente negli impianti liguri le fila del settore aeronautico e segue il ripristino delle linee di produzione tradizionale dedicate all'arredamento navale e ferroviario, Piaggio decide di avviare negli stabilimenti toscani un percorso imprenditoriale del tutto nuovo, incentrato sulla produzione industriale di un mezzo di trasporto semplice, a due ruote, leggero e a basso costo, caratterizzato da consumi modesti e adatto alla guida di tutti, comprese le donne: lo scooter.
Già nel 1944 a Biella, dove erano sfollati gli impianti di Pontedera, tecnici e ingegneri avevano lavorato alla costruzione di un piccolo scooter, l'MP5, battezzato dagli stessi operai Paperino, per la sua strana forma. Nel 1945, a guerra finita, Piaggio accompagna D'Ascanio a Biella e ha modo di esaminare questo prototipo: rimane colpito dall'idea di un veicolo piccolo e leggero, ma non è soddisfatto del risultato ottenuto; incarica quindi l'ingegnere di riprogettare lo scooter sviluppando l'idea di un mezzo di trasporto agile che possa avere un ampio impiego e risponda alla domanda di mobilità individuale espressa dagli italiani all'indomani del conflitto bellico. In poche settimane D’Ascanio porta a termine il progetto di un motoveicolo con scocca portante, motore di 98 cc a presa diretta, cambio sul manubrio per facilitare la guida, senza forcella ma con un braccio di supporto laterale, tale da consentire agevolmente il cambio della ruota in caso di foratura, costruito con materiali resistenti e leggeri, derivati dalla produzione aeronautica.
Il nuovo prodotto – un motociclo ribattezzato Vespa per via del suono del motore e delle forme della carrozzeria – viene brevettato nell'aprile del 1946. Nonostante i 100 esemplari pre-serie vengano venduti con qualche difficoltà, Piaggio decide di avviare la produzione in serie di un primo lotto di 2 500 esemplari: le vendite testimoniano il successo del prodotto, perché 2 181 Vespe vengono acquistate nel 1946; il risultato è destinato a moltiplicarsi l'anno successivo, con 10 535 veicoli venduti. Il prezzo di 68 000 lire equivale a diversi mesi di lavoro di un impiegato, tuttavia la possibilità del pagamento rateizzato rappresenta uno stimolo notevole per le vendite. La diffusione della Vespa dà così il primo impulso alla motorizzazione di massa in Italia, anticipando l'arrivo dell'altra grande protagonista di questo cambiamento, la Fiat 500 negli anni Cinquanta. Nel 1947 viene inoltre commercializzato l'Ape, il furgone a tre ruote costruito con la stessa filosofia progettuale che aveva ispirato Piaggio per la Vespa, indirizzata a soddisfare le esigenze di trasporto individuale (in questo caso, di merci) nell'Italia della ricostruzione. Nel 1948, con l'uscita della Vespa 125, prende avvio una fase di straordinaria crescita produttiva: nel 1953 vengono prodotti 171 200 esemplari (nello stesso anno esce dagli stabilimenti la cinquecentomillesima Vespa e, solo tre anni dopo, la milionesima).
Nel 1950 le prime aziende licenziatarie avviano la produzione dello scooter in Inghilterra, in Germania, in Spagna e in Francia, e già nel 1953 la rete commerciale della Piaggio è presente in 114 paesi in tutto il mondo, con oltre 10 000 punti vendita. Insignito della laurea in ingegneria honoris causa dall'Università di Pisa nel 1951, Piaggio punta nella seconda metà degli anni Cinquanta a espandere la presenza dell'impresa al settore automobilistico, avviando gli studi per la produzione di una microvettura. Il risultato è la Vespa 400, una piccola automobile con un motore di 400 cc, progettata ancora una volta da D'Ascanio, che viene presentata per la prima volta a Montecarlo nel settembre del 1957. Le linee di produzione vengono approntate a Fourchambault, nello stabilimento della Ateliers de Construction de Motocycles et Automobiles (ACMA), una consociata francese dell'azienda italiana. Prodotta in circa 34 000 esemplari fra il 1958 e il 1964, la Vespa 400 non si rivela però quel successo commerciale atteso da Piaggio, soprattutto a causa della decisione di non importarla in Italia, per evitare rapporti conflittuali con la Fiat; questa scelta obbliga l’impresa a operare in una situazione di difficile concorrenza sui mercati europei.
Nel febbraio 1964 i due fratelli Piaggio giungono a una consensuale separazione dei rami dell'impresa: nascono la Piaggio & C., che si occupa di ciclomotori, e la Industrie aeronautiche e meccaniche Piaggio (IAM, in seguito Piaggio Aero Industries), centrata sulle costruzioni aeronautiche e ferroviarie, giacché quelle navali sono ormai marginali.
L'azienda guidata da Enrico ha nella Vespa il suo prodotto di punta: conta ormai oltre 10 000 dipendenti e rappresenta uno dei motori economici più importanti della Toscana. Alla metà degli anni Sessanta cade un periodo di elevata tensione sociale tra la dirigenza dell’azienda e i lavoratori, causata principalmente dagli effetti sulla produzione e l’occupazione di un primo calo, solo temporaneo, delle vendite, sperimentato nel corso del 1963.
L'imprenditore non assiste alla fase di rilancio successiva, perché muore nell'autunno del 1965.
Nel 1965 la sua fabbrica di Pontedera è in piena fase di forte conflittualità operaia. Quando si sente male in ufficio è in corso uno sciopero. L'ambulanza riesce faticosamente a farsi strada attraverso due ali di dimostranti ammassati lungo il viale che porta alla direzione dell'azienda. Piaggio viene trasportato d'urgenza all'ospedale di Pisa, ma morirà dieci giorni dopo nella sua villa di Varramista. Non appena giunge la notizia della sua morte, cessano i clamori e tutti si stringono in silenzio per rendergli omaggio. I suoi funerali vedranno la partecipazione commossa di tutta Pontedera con una straripante folla di migliaia di persone.
A lui è dedicato uno dei più vecchi centri di ricerca multidisciplinari d'Europa, il Centro di ricerca Enrico Piaggio dell'Università di Pisa, fondato nel 1965.

## Matrimonio e discendenza
Enrico Piaggio sposò Paola dei conti Antonelli, vedova del colonnello Alberto Bechi Luserna, del quale adottò la figlia avuta da Paola, Antonella Bechi Piaggio, che andò poi sposa a Umberto Agnelli, fratello di Gianni.

## Archivio
L'Archivio Storico Piaggio, con sede a Pontedera (Pisa), conserva la documentazione relativa all'attività di Piaggio dai suoi inizi tardo-ottocenteschi fino ai giorni nostri, in tutte le sue attività e in tutti i suoi settori. Costituito grazie al paziente lavoro di ricerca avviato da Tommaso Fanfani alla metà degli anni novanta, l'archivio storico è stato aperto al pubblico nel marzo del 2000.

## Filmografia
- Enrico Piaggio - Un sogno italiano, regia di Umberto Marino - film TV (2019)